# Michel François-Poncet
Pour les autres membres de la famille, voir François-Poncet.
Michel François-Poncet (1er janvier 1935 à Paris - 10 février 2005 à Paris) est un banquier français. 

## Biographie
Après avoir suivi ses études au Lycée Louis-le-Grand, au Harvard Business School et à Sciences Po, François-Poncet devient attaché de direction à Paribas en 1961, puis successivement fondé de pouvoir en 1963, sous-directeur en 1969, directeur-adjoint de 1978 à 1981, directeur de 1981 à 1983, directeur central de 1983 à 1986, membre du comité exécutif  de 1985 à 1986, président-directeur général de 1986 à 1990, président du conseil de surveillance de Paribas de 1990 à 1999, puis président d'honneur de Paribas en 2000.
François-Poncet devient également président de Paribas North America en 1985, de Paribas Suisse (puis BNP Paribas Suisse SA) en 1987, président du conseil de surveillance de la Compagnie financière de Paris et des Pays-Bas et de la Banque Paribas, vice-président de Pargesa en 1988, vice-président et Trésorier de l'Institut français des relations internationales en 1997, administrateur de Power Corporation et de LVMH en 1987, de Schneider Electric en 1993, de Finaxa en 1999, de BNP Paribas UK Holdings en 2001, de la Compagnie monégasque de banque en 2003.
Il est officier de la Légion d’honneur et commandeur de l'ordre national du Mérite.

## Sources
- « Carnet nécrologique - Michel François-Poncet » sur Les Echos, 15 février 2005
- « L'héritage François-Poncet ébranle Paribas », sur L'Expansion, 7 mars 1996